# نادر الورده
نادر الورده (فرانسوی: Nader Ouarda‎؛ زادهٔ ۲۱ ژوئن ۱۹۷۴) بازیکن فوتبال اهل تونس است.

## باشگاهی
از باشگاه‌هایی که در آن بازی کرده‌است می‌توان به باشگاه فوتبال آفریقایی و باشگاه فوتبال ستاره ساحلی اشاره کرد.

## تیم ملی
وی همچنین در تیم ملی فوتبال تونس بازی کرده است.